# Rosyjska Armia Ludowa
Rosyjska Armia Ludowa (ros. Русская народная армия) – związek operacyjny Białych podczas wojny domowej w Rosji.
Armia została utworzona w lipcu 1918 r. w północnej części obwodu dońskiego. Zapoczątkowało ją przejście na stronę Białych jednego z bolszewickich pułków piechoty. Rekrutowała się w większości z chłopów pochodzących z guberni saratowskiej. Proces formowania wspierał hetman Pawło Skoropadski, stojący na czele proniemieckiego Państwa Ukraińskiego, a także ataman Kozaków dońskich Piotr N. Krasnow. Na czele Armii stanął płk W.K. Manakin, który na mocy rozkazu atamana P.N. Krasnowa został jednocześnie mianowany gubernatorem guberni. Zdołano sformować jedynie kilka pułków piechoty o charakterze kadrowym, nawiązujących do oddziałów armii carskiej, które miały być rozwinięte w późniejszym czasie. Były to m.in. 42 Jakucki Pułk Piechoty i 187 Awarski Pułk Piechoty. Ponadto w skład Armii wchodziło kilka samodzielnych sotni kawalerii, kompanii piechoty i batalion techniczny. Całość miała faktycznie liczebność brygady. 30 września 1918 r. Rosyjską Armię Ludową przeorganizowano w Korpus Saratowski Samodzielnej Armii Południowej, działającej w składzie Armii Dońskiej. Korpus walczył z wojskami bolszewickimi na kierunku carycyńskim, kamyszinskim i bałaszowskim, ponosząc ciężkie straty. 15 marca 1919 r. przeformowano go w Samodzielną Brygadę Saratowską w składzie: Mieszany Saratowski Pułk Piechoty, Saratowski Dywizjon Konny, Saratowski Lekki Dywizjon Artylerii i Samodzielna Saratowska Kompania Inżynieryjna. Po  rozformowaniu 12 kwietnia tego roku, żołnierze Brygady weszli w skład 6 Dywizji Piechoty gen. mjr. Patrikiejewa Sił Zbrojnych Południa Rosji.